# Anna Schönborn

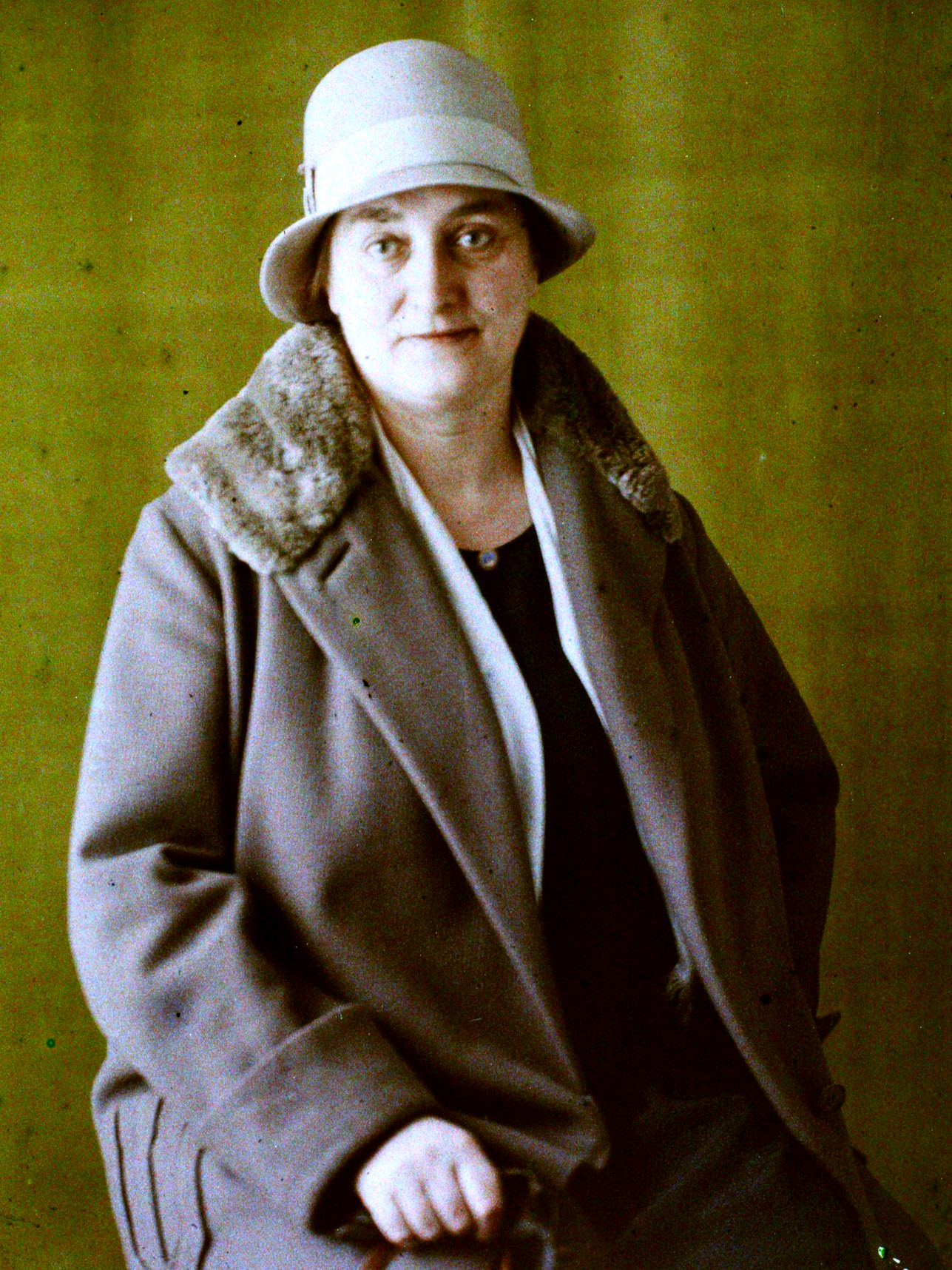
Anna Schönborn, 1929. Autochrom von Georges Chevalier.

Anna Frieda Auguste Schönborn (* 30. Oktober 1880 in Mühlhausen in Ostpreußen; † 26. Mai 1957 Detmold) war Mitbegründerin des Deutschen Akademikerinnenbundes (DAB), Schulleiterin der Uhlandschule (Berlin-Schöneberg) und Studienrätin am Mädchengymnasium in Detmold.

## Leben und Werk

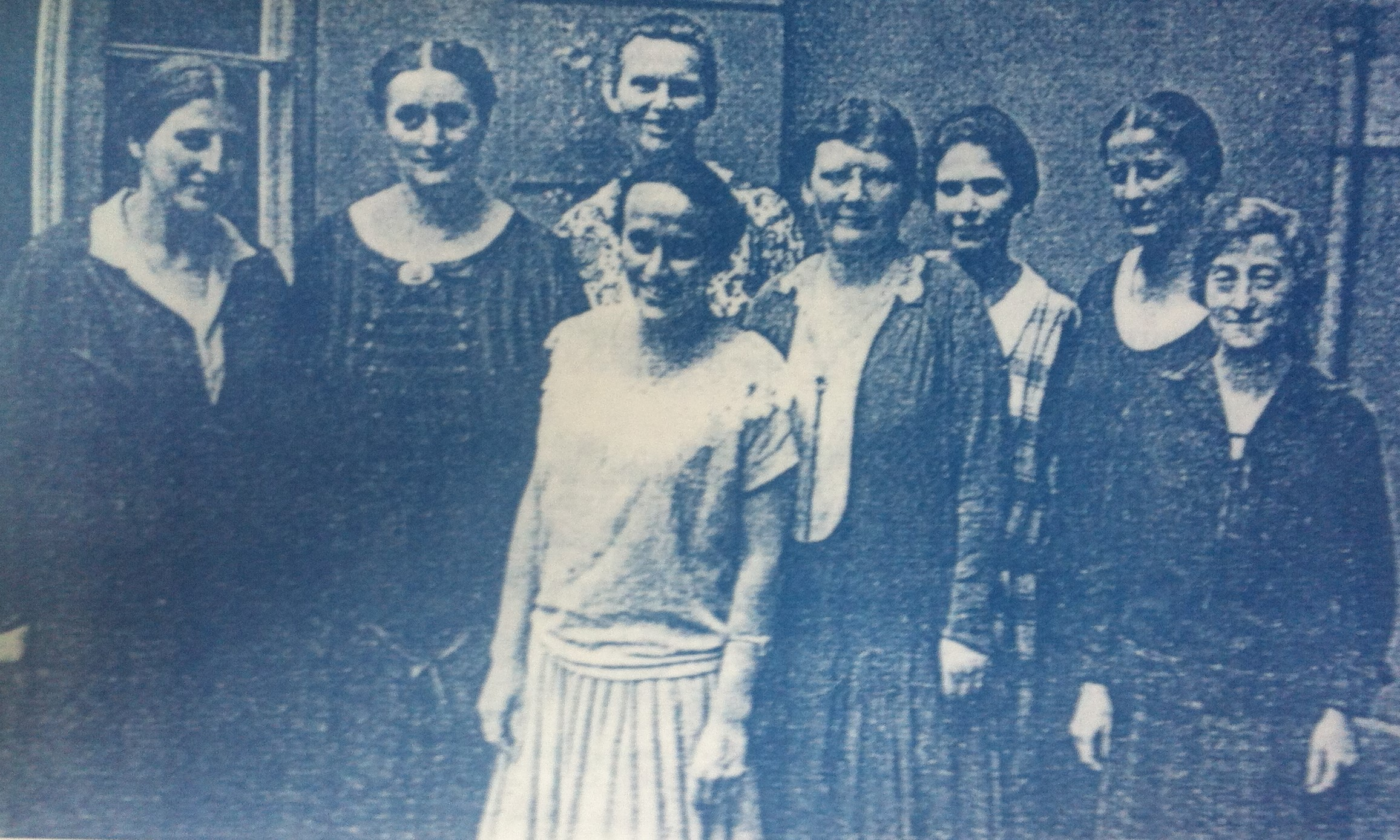
Die Gründerinnen des Deutschen Akademikerinnenbundes e.V.: 2. v. links Anna Schönborn

Von 1923 bis 1945 war sie Direktorin der Uhlandschule (Uhland-Lyzeum) in Berlin. Die Schule wurde im August 1943 nach Albrechtsdorf in Böhmen in die Kinderland-Verschickung gebracht. Nach der Evakuierung im April 1945 endete der Zug am 20. Juli 1945 mit 80 Schülerinnen und mehreren Lehrerinnen in Lage. Einige Lehrerinnen des Uhland-Lyzeums, wie Sibylle Dotti, Hildegard Sauerbier und Käthe Aettner, blieben mit ihrer Schulleiterin in Detmold.
Anna Schönborn wurde Studienrätin für Latein und Französisch am städtischen Mädchengymnasium in Detmold.
Sie war Vereinsmitglied im Allgemeinen Deutschen Lehrerinnenverein (ADLV) und Mitbegründerin und Vorstandsmitglied bis 1933 des DAB. Sie leitete die Studentinnenfürsorge. Von 1930 bis 1933 war sie Vorsitzende des Vereins zur Gewährung zinsfreier Darlehen an studierende Frauen. Von 1929 bis 1936 war sie deutsche Delegierte der International Federation of University Women (IFUW) und Vorsitzende des IFUW-Komitees für den internationalen Lehrerinnenaustausch. Sie hatte ein Mandat im ICW inne. Ab 1950 war sie Vorsitzende der Detmolder Ortsgruppe des DAB, der auch Käthe Aettner, Sibylle Dotti, Hedwig Eisenhardt und Hildegard Sauerbier angehörten.
Durch ihr Engagement für Frauen und Mädchenbildung prägte sie Hildegard Sauerbier und Käthe Aettner.

## Hauptwerke
Uhland-Schule: 1909–1934. (1934).